# Мозес, Таллис
Таллис Обед Мозес (англ. Tallis Obed Moses; род. 24 октября 1954, Амбрим) — вануатский государственный и общественный деятель, англиканский священник, президент Вануату с 6 июля 2017 по 6 июля 2022 года.

## Биография
Учился в Австралии и Папуа-Новой Гвинее, служил модератором Пресвитерианской церкви Вануату. Был пастором полдюжины приходов от Эроманги до Люганвиля, а в последнее время служил пастором пресвитерианской церкви в Порт-Вато на Амбриме.
После неожиданной смерти президента Вануату Болдуина Лонсдейла 17 июня 2017 года, на 3 июля было назначено избрание нового президента коллегией выборщиков, состоящей из 52 членов парламента, президентов местных советов и глав трех муниципалитетов Вануату. В финальный список кандидатов вошли 16 человек, в том числе бывшие премьер-министры Барак Сопе и Максим Корман, а также сам Таллис Мозес. По итогам первого тура Корман получил лишь 6 голосов, поэтому было назначено новое голосование. 5 июля во втором туре Мозес набрал 27 голосов, а Корман — 14, после чего главный судья Винсент Лунабек снова объявил о проведении нового голосования, намеченного на тот же день. По итогам третьего тура Мозес набрал 32 голоса, а Корман — 23, и по причине отсутствия большинства в две трети голосов было объявлено о новом голосовании. В четвёртом туре, прошедшем 6 июля, Мозес победил на выборах, получив 39 голосов против 17 у Кормана. В тот же день в ходе непродолжительной церемонии в Порт-Виле 63-летний Мозес был приведён к присяге и вступил в должность президента.